# Sprcha

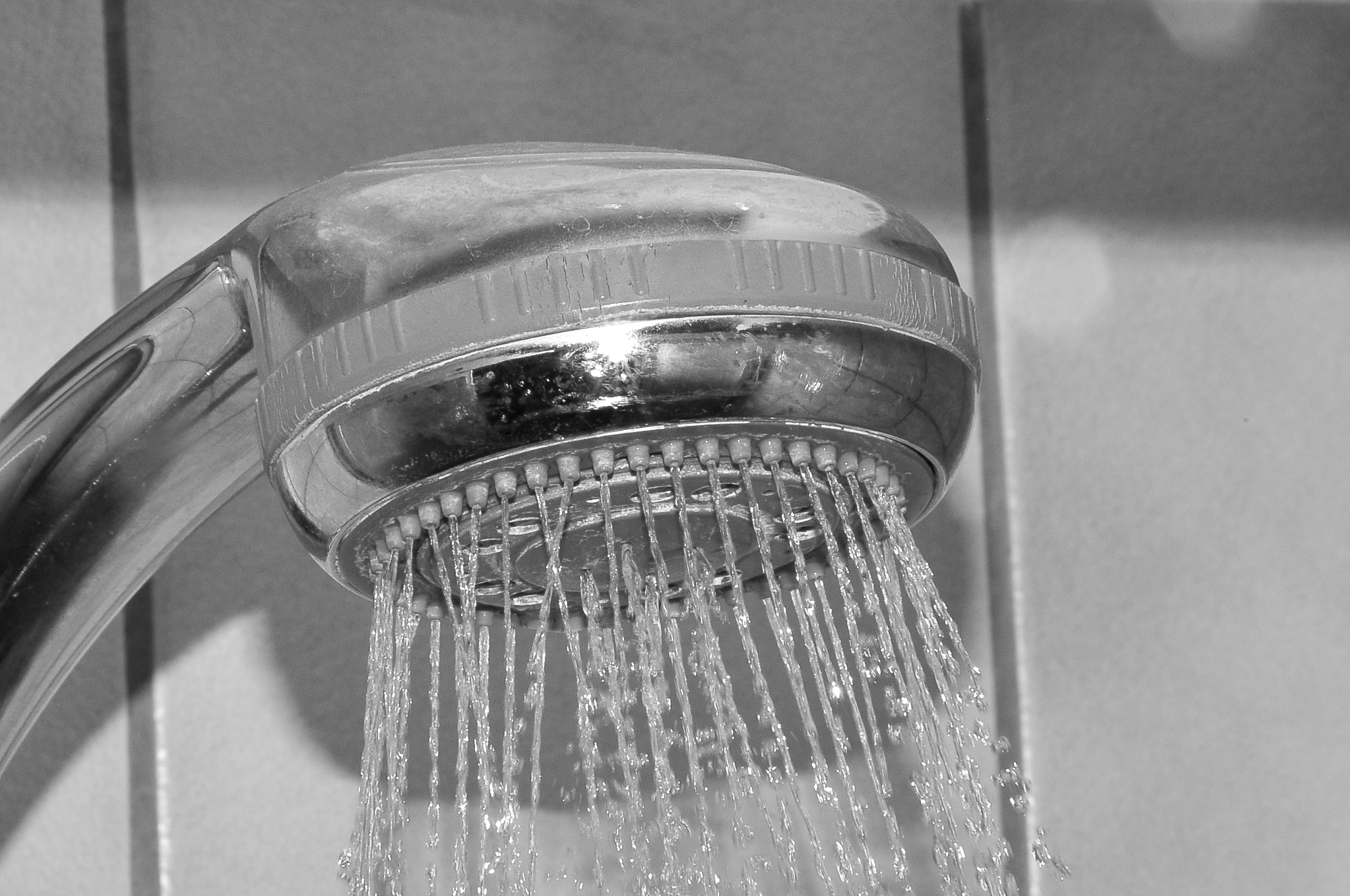
Sprchová hlavice

Sprcha je prostor v budově určený pro sprchování, tedy očistu těla oplachováním vodou. Sprcha je zpravidla součástí místnosti vyhrazené pro osobní hygienu (koupelny, umyvárny). Součástí sprchy je i veškeré technické vybavení, pomůcky a spotřební materiál.

## Historie

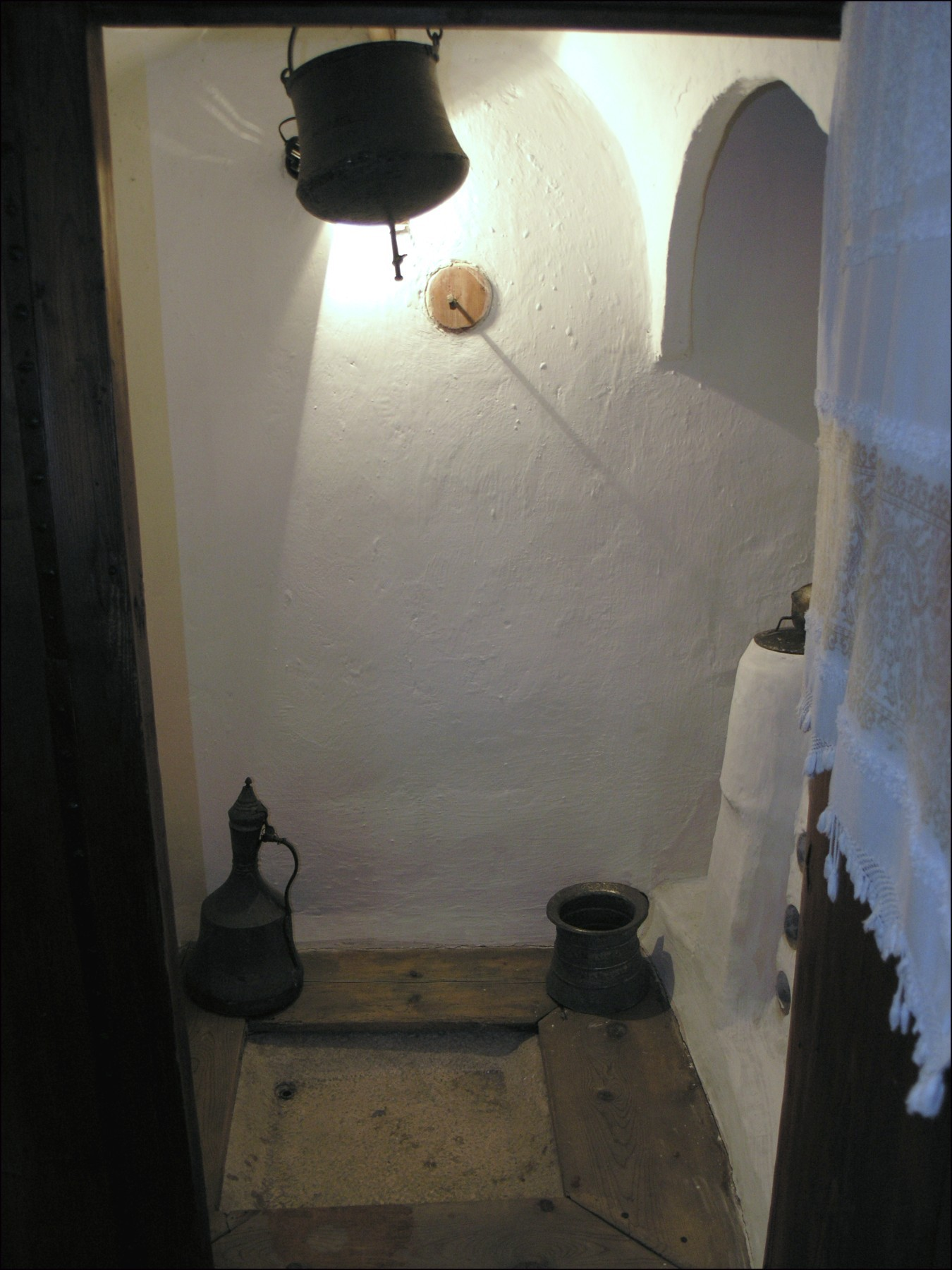
Sprcha ve starém otomanském domě v Sarajevu

První skutečné sprchy se zásobníkem nebo přívodem vody jsou známé již z antického Řecka. Ve Francii doporučoval sprchování už lékař francouzského královského dvora, který žil ve druhé polovině šestnáctého století. Seznámil se s účinky léčivých minerálních vod a za nejlepší způsob užívání doporučoval právě sprchování. Prakticky do konce osmnáctého století ale byla voda lékaři chápána hlavně jako přenašeč nemocí. Ve velkém se sprchy prosadily ve francouzské armádě po roce 1860. Ukázaly se jako ekonomicky výhodný způsob očisty velkého počtu lidí. Od té doby se sprchy rozšířily především v kasárnách, vězeních, internátech a o něco později například na veřejných koupalištích (plovárnách). V současnosti jsou sprchy a sprchování běžným způsobem očisty těla.

## Používání sprchy, organizační začlenění sprchování
Sprchováním se rozumí očista těla vodou (ohřátou vodou) tryskající ze specializovaného zařízení (sprchové hlavice). Nejběžnější způsoby jsou sprchování sprchovou hlavicí drženou v ruce nebo upevněnou nahoře. Dalšími způsoby jsou ostřik zespodu směrem vzhůru (např. bidet), nebo ostřik zboku tlakovou vodou (masážní trysky). Sprchování je dnes natolik běžné, že jednodušší nebo prostorově omezené obývací prostory jsou vybavený pouze některou formou sprchy, koupací vana není vůbec instalována. Je zcela běžné, že i koupací vana je doplněna ruční sprchou. Koupání ve vaně a sprchování je tak možné kombinovat. Sprchování je obvyklé jednou i vícekrát denně, například po sportovní zátěži, náročné fyzické práci.

## Rozdělení sprch
- Podle způsobu používání

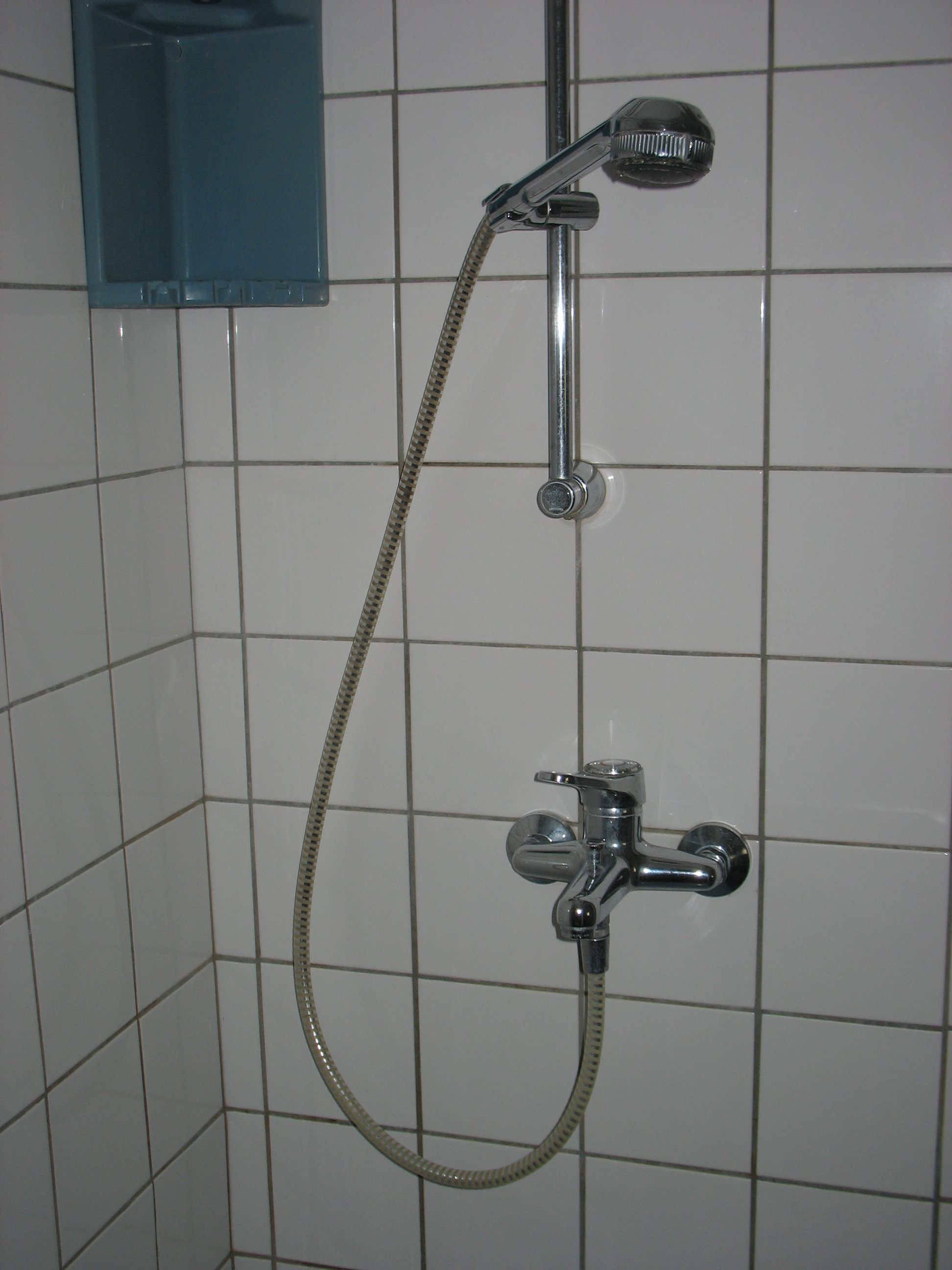
Armatura - vodovodní baterie s vývodem pro sprchu

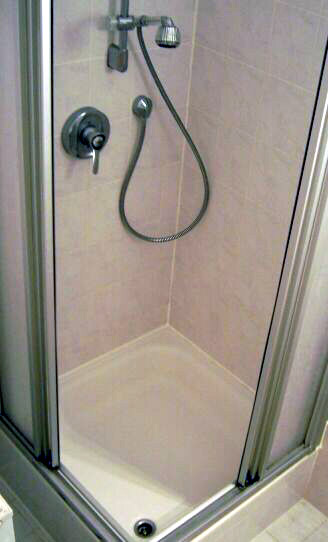
Sprchový kout

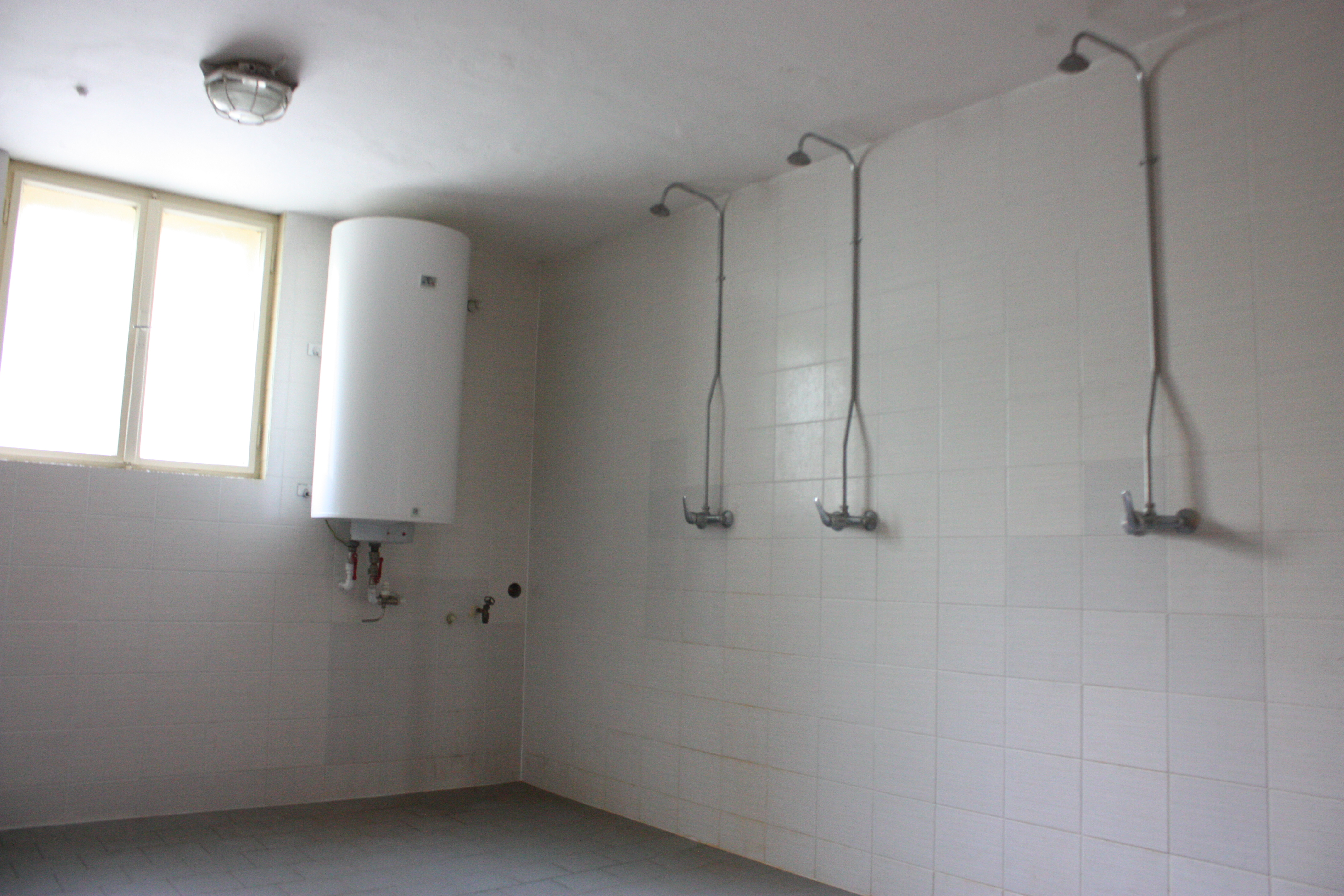
Umyvárna vybavená sprchami

  - Individuální (soukromé) – uzavíratelný prostor jako součást koupelny nebo kombinovaného hygienického zařízení (koupelna + WC). Počítá se s používáním sprchy jednou osobou. Typicky součást bytů, hotelových pokojů.
  - Veřejné (hromadné) – prostora vybavená větším počtem sprchových hlavic, nejčastěji pevně instalovaných. Poskytuje minimální nebo žádné soukromí. Pokud jsou od sebe sprchová místa oddělena přepážkami, je spíše o snahu, aby se sprchující navzájem neobtěžovali odlišnými mycími prostředky nebo odlišně nastavenou teplotou vody, než o snahu zachovat soukromí. Jedna stěna vyčleněného sprchovacího místa většinou zůstává volná, bez možnosti zakrytí. Sprchové hlavice mohou být umístěny po obvodu (na obvodových stěnách) nebo uprostřed místnosti. Umístění po obvodu je prostorově úspornější a umožňuje také instalovat menší počet odtokových výpustí pro znečištěnou vodu. Odtokový kanálek bývá společný pro několik sprchovacích míst. Hromadné sprchy jsou zpravidla součástí umýváren, kde jsou sdruženy s umyvadly, WC, pisoáry, sušáky a podobným sanitárním vybavením. Ve sportovních zařízeních jsou běžně sprchy zdvojené, pro zachování základní míry soukromí oddělené podle pohlaví.
- Podle technického řešení
  - Sprchový kout – kompaktní funkční blok, jehož spodní část tvoří vanička s odtokovou armaturou, umístěný nad podlahou místnosti. Prostor nad sprchovací vaničkou je od okolí oddělen závěsem z vodu nepropustného materiálu, posuvnými, skládacími nebo výklopnými dveřmi. Oddělení sprchového koutu bývá průsvitné, ale neprůhledné a dosahuje tak vysoko, aby ochránilo zbytek místnosti od stříkající vody. Vodovodní baterie je umístěna uvnitř sprchového koutu. Sprchové kouty mohou být vybaveny například také masážními tryskami. Tlakovou vodu dodává pomocné čerpadlo umístěné mimo vnitřní prostor sprchového koutu. Název sprchový kout je odvozen od velmi oblíbeného provedení, kdy dvě stěny jsou tvořeny obvodovými stěnami místnosti. Teprve zbytek zástěny je samostatná lehká konstrukce. Sprchovým koutem jsou často nazývána i zařízení, pro která by se měl používat obecnější název (např. sprchová kabina). V poslední době[kdy?] je instalace stále aktuálnější a rozšířenější z důvodů zmenšování plochy pro bydlení, především ve velkých městech.
  - Sprcha bez vaničky, podlaha se nachází ve stejné výškové úrovni s podlahou ve zbytku místnosti. Podlaha je vyspádovaná k odtokovému otvoru. Takto koncipovaná sprcha umožňuje bezproblémový vstup i zdravotně handicapovaným osobám a seniorům. Ostatní vybavení je shodné se sprchovým koutem. V poslední době je opět oblíbená tvorba niky, která se vydlaždičkuje a použije se pouze sprchové zástěn. Údržba je jednodušší.

## Základní konstrukční díly
- směšovací baterie je armatura k regulaci množství a teploty sprchovací vody. Má různé varianty: samotná regulace vody, kdy sprchová hlavice vychází z jiného místa ve stěně; hadice se sprchovou hlavicí vychází přímo z baterie; nebo z baterie vychází jak sprchová hadice, tak výpustní kohout pro napouštění vany.
- hadice se sprchovou hlavicí - hlavice je určena k držení v ruce a k vlastnímu sprchování. Často je přizpůsobena k uchycení na držák zabudovaný do stěny tak, aby sprchující měl volné ruce. Existují sprchové hlavice umožňující nastavit odlišné proudy vody (mlha - široký rozstřik - ostrý souvislý proud).
- odtokový kanálek zabudovaný v podlaze sprchy odvádí použitou vodu.
- sprchová vanička – základní spodní část sprchového koutu (a sprchové kabiny). Vanička je často z laminátu, odspodu tepelně izolovaná (např. pěnovým polystyrenem). Do vaničky je zabudován odtokový kanálek.
- držák sprchové hlavice
- mýdelník miska pro odložení spotřebního materiálu jako je mýdlo, šampóny, gely
- madla ve stěnách pro snazší pohyb osob se sníženou pohyblivostí

## Navazující a podpůrná zařízení
Jsou shodná s vybavením koupelen a umýváren.
- Zdroj teplé vody
  - centrální – teplá voda je připravována pro více míst současně. Nevýhodou může být velká spotřeba vody. Pokud se sprcha delší dobu nepoužívá, voda v trubkách vychladne a před sprchováním se vychladlá voda vypouští bez užitku do kanalizace.
  - lokální – teplá voda se připravuje přímo v místě spotřeby některým z typů plynových nebo elektrických ohřívačů.
- Větrání a odvod vlhkého vzduchu. Pokud je ve sprše elektrický ventilátor, musí splňovat dosti náročné podmínky.
- Čerpadlo tlakové vody pro masážní trysky – musí být umístěno mimo vnitřní prostředí sprchy.
- Čerpadlo pro přečerpání odpadní vody v místech položených pod úrovní kanalizace
- Vytápění (ohřívání vzduchu) – topidlo je umístěno takřka výhradně mimo prostor sprchy. Užívají se např. elektrické infraohřevy (tzv. kvarcová topidla); podlahové topné rohože (elektrické, pod dlažbou); podlahové topení (trubky zalité do betonu pod dlažbou); topné žebříky - kombinují ohřev vzduchu v místnosti s vysoušením ručníků.

## Sprcha a elektrotechnické předpisy
Provoz sprchy v moderním provedení vyžaduje mnoho elektrických spotřebičů. Elektrická instalace ve sprchách je poměrně podrobně upravena v normách (Leden 2012: ČSN 33 2000-7-701 ed. 2). Pro sprchy jsou stanoveny prostorové zóny, které určují přípustnost a způsob umístění spotřebičů.
- Zóna 0 je vnitřní prostor sprchové vaničky.
- Zóna 1 navazuje na zónu 0 ve stejném půdorysu do výše upevněné sprchové hlavice, nejméně ale do výšky 225 cm. Prostor pod vaničkou, pokud existuje, je také zóna 1.
- Zóna 2 ve vodorovném směru obaluje zónu 1, výškově zasahuje do výše 300 cm
- Zóna 3 zahrnuje zbytek místnosti se sprchou.

## Další provedení sprchy
- Sprchová kabina – kompaktní sprchová kabina s vlastní zásobou vody i nádrží na odpadní vodu může být součástí dopravního prostředku, například karavanu, jachty, lodě, ale i menšího mobilního domu.
- Sprcha na pláži – pro ty, kdo se chtějí zbavit slané mořské vody nebo písku před vstupem do domu nebo do hotelu, je sprcha umístěná volně v prostoru, bez zástěn, často se studenou, neohřívanou vodou
- Sprchování jako technologická operace – v průmyslu existuje řada strojů a výrobních linek, ve kterých je zpracovávaný produkt ostřikován různými roztoky jako součást technologického procesu. Používá se přednostně tam, kde má proud vody současně odnášet z povrchu produktu nějaké zbytky (velkokapacitní myčky nádobí, leptací stroje při výrobě desek plošných spojů). Ostřikovací zařízení se ze všeho nejvíce podobá sprše.